# Инвърури
Инвъру̀ри (на английски: Inverurie, на шотландски Inbhir Uraidh) е град в Северна Шотландия.

## География
Разположен е в област Абърдийншър около вливането на реките Дон и Юри като мястото на вливането им остава зад северната част на града. Областният център Абърдийн се намира на 16 km на югоизток от Инвърури. На изток от Инвърури на около 30 km се намира град Питърхед. На северозапад на 23 km се намира град Хънтли. Има жп гара по линията между Абърдийн и Инвърнес. По пътя между Инвърури и Абърдийн се намира международното летище на Абърдийн. Население 10 760 жители от преброяването през 2004 г.  Архив на оригинала от 2012-01-25 в Wayback Machine..

## История
Инвърури получава статут на град през 1195 г. През 1606 г. е построено първото училище. През 1797 г. е построен мост на река Дон.

## Икономика
Основен отрасъл в икономиката на Инвърури е селското стопанство.

## Спорт
Представителният футболен отбор на града носи името ФК Инвърури Лоукоу Уъркс. Редовен участник е в петия ешелон на шотландския футбол аматьорската шотландска Хайланд дивизия.